# Worcesters vechtkwartel
Worcesters vechtkwartel (Turnix worcesteri) is een vechtkwartel die alleen voorkomt in de Filipijnen.
De Filipijnse naam voor deze vogel is Pugo.

## Algemeen
Worcesters vechtkwartel is een kleine vechtkwartel. Het mannetje en vrouwtje verschillen licht van elkaar. Het mannetje heeft een donkerbruine kruin. De wenkbrauwen en de streep op de kruin zijn vaalwit. Het gezicht is zwart met kleine vaalwitte plekjes. De mannetje heeft bovendien een snorachtige streep. De rug is donkerbruin met een lichte witte streep. De vleugels lichtbruin, De keel en buik wit, waarbij de zijkanten donkerbruine, roodbruine en witte strepen hebben. De borst, flanken en onderkant van de staart zijn roodbruin. Het vrouwtje heeft kleine witte plekjes en de keel is roodbruin. De onderzijde is ook roodbruin op de witte buik na. De snavel is blauwachtig, de ogen vaalgeel en de poten zijn vleeskleurig.
Deze soort wordt inclusief staart 12 centimeter en heeft een vleugellengte van 7 centimeter.

## Ondersoorten en verspreiding en leefgebied
Er zijn geen verschillende ondersoorten bekend van Worcesters vechtkwartel. De vogel komt voor in de provincies Benguet, Nueva Vizcaya en Rizal op het eiland Luzon. Er is weinig bekend over de status van deze soort. In januari 2009 werd voor het eerst in tientallen jaren een exemplaar van Worchesters vechtkwartel gevangen. Het exemplaar werd gevangen in de Caraballo Mountains en verkocht op de vogelmarkt voor consumptie. Er is niet veel bekend over het leefgebied van deze vogelsoort. Men vermoedt dat de soort voorkomt op grasvelden vanaf 1000 meter boven zeeniveau.

## Voortplanting
Er is over deze soort niets bekend met betrekking tot de voortplanting in het wild.